# Leswalt
Leswalt ist eine Ortschaft in der schottischen Council Area Dumfries and Galloway. Sie liegt rund fünf Kilometer nordwestlich von Stranraer auf der Halbinsel Rhins of Galloway in der traditionellen Grafschaft Wigtownshire. Rund 1,5 Kilometer östlich schneidet sich die Bucht Loch Ryan bis Stranraer in die Landmasse.

## Geschichte
Die Geschichte von Leswalt ist verknüpft mit dem Clan Agnew. Mit Old Lochnaw Castle finden sich Überreste eines Wehrbaurs des Clans aus den 1360er Jahren unweit der Ortschaft. 1426 wurde eine neue Festung erbaut, die 1663 durch ein Tower House für Andrew Agnew, 2. Baronet ersetzt wurde. Ein aus dem 16. Jahrhundert stammendes Tower House bildete die Keimzelle des heutigen Herrenhauses Lochnaw Castle, das Stammsitz der Agnew Baronets sowie des Clans Agnew ist. Mit den Ruinen des aus dem 16. Jahrhundert stammenden Galdenoch Castle findet sich ein weiterer Wehrbau des Clans Agnew westlich von Leswalt.
Im Rahmen der Zensuserhebung 1971 wurden in Leswalt 237 Personen gezählt.

## Verkehr
Leswalt ist über eine Nebenstraße der A718, welche den Nordteil der Rhins of Galloway an das Straßennetz anbindet, erreichbar. Die Straße endet im Zentrum von Stranraer. Dort besteht Anschluss an die überregionalen Fernstraßen A75 (Stranraer – Gretna Green) sowie A77, die, zuletzt als M77, bis in das Zentrum von Glasgow führt.

## Söhne und Töchter der Ortschaft
- Sir Alex Fergusson (1949–2018), Politiker und Mitglied der Conservative Party